# Gangster Ka: Afričan
Gangster Ka: Afričan je český kriminální thriller, který natočil režisér Jan Pachl podle námětu Jaroslava Kmenty, autora knihy Padrino Krejčíř. Je inspirován příběhem kontroverzního podnikatelie Radovana Krejčíře, jehož ztvárnil Hynek Čermák, a odehrává se převážně v zahraničí, zejména na Seychelách a v Jihoafrické republice. Jeho premiéra se uskutečnila 26. listopadu 2015.

## Osoby a obsazení
- Radim Kraviec alias Káčko (Radovan Krejčíř) – Hynek Čermák
- jeho manželka Sandra (Kateřina Krejčířová) – Vlastina Svátková
- Dardan – Predrag Bjelac
- mjr. Lánský – Filip Čapka
- Nela Lánská – Eva Kodešová
- JUDr. Emil Polanecký (Tomáš Sokol) – Jan Vlasák
- Josef Sivák (Vlastimil Spěvák) – Alexej Pyško
- Vratislav Milota (František Mrázek) – Miroslav Etzler
- Ministr Milan Klein (Stanislav Gross) – Tomáš Jeřábek
- Plukovník Foltman – Stanislav Majer
- Prostitutka Marissa – Shimo Shield Potiska